# Francisco Pedro Celestino Soares
Francisco Pedro Celestino Soares (Lisboa, 10 de setembro de 1791 — Lisboa, 9 de fevereiro de 1873) oficial general do Corpo de Engenheiros do Exército Português que, entre outras funções de relevo, foi lente da Academia de Fortificação, Artilharia e Desenho, deputado às Cortes e Ministro da Guerra, interino, do 9.º governo da Monarquia Constitucional, em funções de 30 de outubro a 9 de novembro de 1837. Foi escritor e sócio da Real Academia das Ciências de Lisboa.

## Biografia
Nasceu em Lisboa, filho de Pedro Celestino Soares, oficial do Exército, ajudante do director da Fábrica da Pólvora e autor da  Pyrotechnia Portugueza e outras obras sobre química e explosivos, e de sua esposa Francisca Joaquina de Almada. A família Celestino Soares era uma família de militares, com vários dos seus membros distintos oficiais generais, alguns também políticos com assento parlamentar. Foi irmão de José Pedro Celestino Soares, o 1.º visconde de Leceia, e do almirante Joaquim Pedro Celestino Soares.
Iniciou a sua carreira miitar assentando praça no Regimento de Infantaria n.º 10 no ano de 1808, sendo promovido a alferes em 1809. Este ingresso coincide com o período das campanhas da Guerra Peninsular, nas quais, como jovem oficial, participou intensamente. Logo em 1809 participou nos combates da Batalha do Douro contra as tropas comandadas pelo general Nicolas Soult em torno da cidade do Porto e na perseguição feita àquelas tropas até à ponte de Mizarela, com tal desempenho que mereceu uma citação. Esteve na Batalha do Buçaco, travada a 27 de setembro de 1810, e na campanha de Campo Maior que levou à expulsão dos franceses daquela praça. Integrado no exército luso-britânico, em 1811 participou nos cercos a Badajoz e nas batalhas de Albuera, Vitoria, Pamplona, Nivelle, Orthez e Toulouse. Entretanto, em 1813 foi promovido ao posto de tenente.
Terminada a Guerra Peninsular enveredou pelo campo da engenharia militar, sendo em 1820 promovido a capitão. Tendo em conta os seus conhecimentos de engenharia militar e de fortificações, em 1826 foi nomeado lente substituto da Academia Real de Fortificação, Artilharia e Desenho. Com esta nomeação iniciou uma ligação ao ensino militar que marcaria a sua carreira até final, tendo sido professor da instituição até se reformar.
Sócio da Academia Real das Ciências de Lisboa, professor e comendador da Ordem Militar de Avis. Partidário do liberalismo teve de fugir à perseguição miguelista. Seria depois secretário de Sá da Bandeira e director-geral do Ministério da Guerra. Voltaria ao exercício da docência, até que, em 1846, por ocasião da revolta da Maria da Fonte, seria preso. Em 1856 foi nomeado director do Colégio Militar.
Foi sócio efetivo supranumerário da 1.ª Secção da Classe de Ciências Matemáticas, Físicas e Naturais da Academia das Ciências de Lisboa a partir de 26 de janeiro de 1853. Era do Conselho de Sua Majestade Fidelíssima, por carta régia de 16 de janeiro de 1837.
Foi brigadeiro de Infantaria, lente da Academia Real de Fortificação, Artilharia e Desenho e Sub-Secretário de Estado dos Negócios da Guerra. Foi governador da Torre de São Julião da Barra.

## Obras publicadas
Para além de colaboração em diversos periódicos, entre outras, é autor das seguintes obras:
- Compendio militar / extrahido dos auctores de melhor nota, e coordenado por Francisco Pedro Celestino (6 volumes). Lisboa : na Imprensa Nacional, 1833-1834.
- Luiza e Julia : romance historico que comprehende o tempo do dominio de Dom Miguel (2 tomos). Lisboa : na Imprensa Nevesiana, 1845.
- Projecto sobre a defensa do porto de Lisboa. Lisboa : na Typ. da A. R. das Sciencias, 1847.
- O sapateiro de Azeitão: romance histórico-político : bazeado nos principaes factos succedidos em Portugal entre os annos de 1834 a 1846, ou, Continução do romance histórico "Luiza e Julia", obra do mesmo auctor. Lisboa : Typ. Universal, 1865.
- Soneto (1800)
- «Breve noticia biographica do antigo sócio correspondente da Academia, D. António da Visitação Freire de Carvalho, Cónego Regular de Santo Agostinho». In: Actas das sessões da Academia das Ciências de Lisboa, n.º 3 (Maio 1849).
- «Memoria sobre um novo systema de pontes», por Francisco Pedro Celestino Soares, lente e director interino da Eschola do exercito. Jornal da Sociedade dos amigos das letras, n.º 3 (junho de 1863).
- «Ampliação ao systema moderno de fortificação», por Francisco Pedro Celestino Soares, lente e director interino da Eschola do exercito. No tomo III, parte 2.ª, 2.ª serie, das Memorias da Academia Real das Sciencias
- «Ensaio sobre a fortificação terreo-vegetal, ou segundo systema portuguez», por Francisco Pedro Celestino Soares, lente e director interino da Eschola do exercito. No tomo XII, parte 1.ª, das Memorias da Academia Real das Sciencias
- «Exposição sobre as experiencias feitas em Inglaterra a respeito de pontes fluctuantes de gomma elastica para servirem de pontões militares», por Francisco Pedro Celestino Soares, lente e director technico da Eschola do exercito. No tomo I das Actas das Sessões.
- «Memória sobre um instrumento denominado «Provete portuguez» destinado para medir a força da pólvora». Nas Mem. da Academia,  2.ª serie, tomo I, parte 1.ª, p. 844.